# معسكر إف دي إف الوطني
معسكر إف دي إف الوطني FDF National Camp" : FDF "هو معسكر للشباب على الصعيد الوطني  بتنظيم من منظمة الشباب المسيحي الدينيماركية FDF . يقام المعسكر كل خمس سنوات في  FDF Outdoor Center Sletten  -  وهو مركز في الهواء الطلق مع منطقة تخييم كبيرة في الدنمارك – بالقرب من بحيرة عيد الميلاد . يعتبر من أكبر المعسكرات للأطفال والشباب في الدينيمارك حيث يصل عدد المشاركين إلى 10,000 مشترك .

## الأنشطة
صمم المعسكر لإعطاء الأطفال واليافعين فرصة لزيادة نشاطاتهم في الطبيعة، مع الموسيقى وطرق جديدة من الإحتفال بالخدمات القدسية .

## التاريخ
منذ عام 1926 بدأت منظمة FDF بإستضافة أكبر معسكر وطني ("المعسكر الوطني FDF " , "مخيم جولسو"Camp Julsoe" ) كل خمس سنوات ويقام هذا المعسكر في سليتن .
يقام المعسكر لمدة عشر أيام، يشارك الأعضاء من عمر تسع سنوات فما فوق، وصل عدد المشتركين عام 2011 إلى 13,000 كما شارك أكثر من 500 ضيف دوليين من منظمات شريكة مع FDF .